# Zauber der Liebe
Zauber der Liebe (Originaltitel: Feast of Love) ist ein Filmdrama aus dem Jahr 2007 von Robert Benton mit Morgan Freeman und Greg Kinnear in den Hauptrollen. Der Film basiert auf dem im Jahr 2000 erschienenen Roman The Feast Of Love (deutscher Buchtitel Fest der Liebe) von Charles Baxter.

## Handlung
Professor Harry Stevenson aus Portland liegt mitten in der Nacht wach und kann nicht schlafen, er steht auf und geht im Ort spazieren. Als er am örtlichen Sportplatz ankommt, erinnert er sich, was vor 18 Monaten geschehen ist:
Stevenson ist Stammgast im Jitters, dem Café von Bradley Smith. Bei einem Softball-Spiel auf dem Sportplatz trifft er Bradley und seine Frau Kathryn, mit der dieser seit über sechs Jahren verheiratet ist. Nach dem Spiel gehen sie gemeinsam ein Bier trinken und treffen dabei auf Jenny, eine Spielerin der gegnerischen Mannschaft. Bradleys Frau Kathryn verliebt sich in Jenny, was Stevenson sofort auffällt; doch Bradley bemerkt davon nichts und glaubt auch weiterhin eine glückliche Ehe zu führen. An Kathryns Geburtstag schenkt ihr Bradley einen Hund, obwohl sie Hunde hasst; zudem kann er nicht ihre Augenfarbe nennen, als sie ihn danach fragt. Sie entscheidet sich noch am Abend Bradley zu verlassen und zu Jenny zu ziehen.
Der in Bradleys Café arbeitende Oscar verliebt sich in Chloe, die im Lokal nach Arbeit fragte und von Bradley spontan eingestellt wurde. Bradley trifft später in seinem Café die Immobilienmaklerin Diana, in die er sich verliebt. Sie beginnen eine Beziehung, obwohl Diana noch eine Affäre mit dem verheirateten David Watson hat. Diana vermittelt Bradley ein neues Haus, das er kauft; später bemerkt er, dass das Haus zufälligerweise direkt neben dem von Stevenson liegt. Stevenson erzählt Bradley, dass in dem Haus bereits dreimal hintereinander glückliche Paare eingezogen sind und sich nur wenige Wochen später wieder trennten – Stevensons Frau glaubt deswegen, das Haus wäre verflucht.
Der bisher bei seinem Vater Bat, einem gewalttätigen Alkoholiker, lebende Oscar will mit Chloe zusammenleben. Um an Geld für eine eigene Wohnung zu kommen, filmen sie sich beim Sex und wollen das Video verkaufen – weil sie jedoch zu verliebt sind und ihr Film nicht „hart“ genug ist, verdienen sie damit kaum etwas. Als Chloe eine Wahrsagerin aufsucht und nach Oscar fragt, verbindet diese Oscar mit dem Tod. Wieder zuhause fragt die verstörte Chloe daraufhin Oscar, ob er sie heiraten wolle. Oscar willigt ein.
Der wegen des Todes seines Sohnes Aaron, der an einer Überdosis Heroin starb, vom Dienst beurlaubte Professor Stevenson macht sich Vorwürfe, warum er nie etwas von der Drogenabhängigkeit seines Sohnes bemerkte und so dessen Tod nicht verhindern konnte.
Nachdem die Frau von David Watson eines Tages Diana mit einem Hemd sieht, das sie David geschenkt hatte, kommt sie hinter deren Affäre und die Watsons trennen sich. Diana trifft sich wieder mit David und verlässt auch ihren Mann Bradley. Bradley verliebt sich später in die Ärztin Margit. Mit Margit scheint Bradley endlich die richtige Frau gefunden zu haben und es gelingt ihm sogar eine freundschaftliche Beziehung zu seinen Ex-Frauen und deren Partnern – Kathryn und Jenny sowie Diana und David – zu pflegen.
Zur Hochzeit von Chloe und Oscar ist Chloe bereits schwanger. Sechs Monate später stirbt Oscar an einem Herzstillstand – er hatte einen angeborenen Herzfehler. Die schwangere Chloe zieht zu Stevenson und seiner Frau, die diese nun wie eine eigene Tochter behandeln.

## Hintergrund
- Die Dreharbeiten begannen im August 2006 und fanden ausschließlich in Portland statt.
- Kinostart in den USA war am 28. September 2007. Für Deutschland war ursprünglich ein Kinostart am 24. Januar 2008 geplant, der jedoch nicht realisiert wurde. Stattdessen erschien der Film in Deutschland am 24. Oktober 2008 ohne Kinoveröffentlichung direkt auf DVD.[2]
- Der Film spielte in den Kinos weltweit rund 5,7 Millionen US-Dollar ein, davon rund 3,5 Millionen US-Dollar in den USA.[3]

## Synchronisation
Der Film wurde bei der Interopa Film in Berlin nach einem Dialogbuch und unter der Dialogregie von Dagmar Preuß vertont.
| Rolle            | Schauspieler     | Synchronsprecher   |
| ---------------- | ---------------- | ------------------ |
| Harry Stevenson  | Morgan Freeman   | Klaus Sonnenschein |
| Bradley Smith    | Greg Kinnear     | Bernd Vollbrecht   |
| Diana Croce      | Radha Mitchell   | Tanja Geke         |
| David Watson     | Billy Burke      | Viktor Neumann     |
| Kathryn Smith    | Selma Blair      | Ursula Hugo        |
| Chloe Barlow     | Alexa Davalos    | Luise Helm         |
| Oscar            | Toby Hemingway   | David Turba        |
| Jenny            | Stana Katić      | Marie Bierstedt    |
| Margit Vekashi   | Erika Marozsán   | Silvia Mißbach     |
| Esther Stevenson | Jane Alexander   | Sonja Deutsch      |
| Bat              | Fred Ward        | Thomas Wolff       |
| Mrs. Maggarolian | Margo Martindale | Regina Lemnitz     |
| Agatha Smith     | Missi Pyle       | Heike Schroetter   |
| Janey            | Shannon Lucio    | Maria Koschny      |

## Kritiken
Die Cinema-Redaktion vergab eine Wertung von 75 % und meinte: „Feinfühlig verbindet Robert Benton („Kramer gegen Kramer“) die Schicksale unterschiedlicher Menschen, die nach Liebe, Nähe und Geborgenheit streben – und doch immer wieder scheitern. Fazit: Große Gefühlswirren in gediegener Kulisse.“

„Der verschachtelt konstruierte, episodisch angelegte Beziehungsreigen erzählt einfühlsam und visuell recht freizügig Geschichten über Freundschaft, Sex und Liebe, wobei er auf einer Riege exzellenter Schauspieler bauen kann.“